# OR4E2
Olfaktorni receptor 4E2 je protein koji je kod ljudi kodiran OR4E2 genom.
Olfaktorni receptori formiraju interakcije sa molekulima mirisa u nosu, čime se inicira neuronski respons koji izaziva percepciju mirisa. Oni su odgovorni za prepoznavanje i G proteinima posredovanu transdukciju mirisnih signala. Proteini olfaktornih receptora su članovi velike familije G protein spregnutih receptora (GPCR). Poput mnogih receptora za neurotransmitere i hormone, olfaktorni receptori imaju strukturu 7-transmembranskog domena. Oni su kodirani genima sa jednim eksonom. Geni olfaktornih receptora su najveća familija genoma. Nomenklatura gena i proteina olfaktornih receptora je nezavisna od drugih organizama.

## Literatura
- Koop BF; Rowen L; Wang K;  . (1994). „The human T-cell receptor TCRAC/TCRDC (C alpha/C delta) region: organization, sequence, and evolution of 97.6 kb of DNA.”. Genomics. 19 (3): 478—93. PMID 8188290. doi:10.1006/geno.1994.1097.
- Boysen C, Simon MI, Hood L (1997). „Analysis of the 1.1-Mb human alpha/delta T-cell receptor locus with bacterial artificial chromosome clones.”. Genome Res. 7 (4): 330—8. PMID 9110172. doi:10.1101/gr.7.4.330.
- Fuchs T; Malecova B; Linhart C;  . (2003). „DEFOG: a practical scheme for deciphering families of genes.”. Genomics. 80 (3): 295—302. PMID 12213199. doi:10.1006/geno.2002.6830.
- Malnic B, Godfrey PA, Buck LB (2004). „The human olfactory receptor gene family.”. Proc. Natl. Acad. Sci. U.S.A. 101 (8): 2584—9. PMC 356993 . PMID 14983052. doi:10.1073/pnas.0307882100.

## Spoljašnje veze
- OR4E2+protein,+human на 